# Velkovtsi
Velkovtsi (bulgariska: Велковци) är ett distrikt i Bulgarien.   Det ligger i kommunen Obsjtina Breznik och regionen Pernik, i den västra delen av landet, 30 km väster om huvudstaden Sofia.
Trakten runt Velkovtsi består i huvudsak av gräsmarker. Runt Velkovtsi är det ganska tätbefolkat, med 172 invånare per kvadratkilometer.